# Callophrys caecus
Callophrys caecus är en fjärilsart som beskrevs av Antoine François, comte de Fourcroy 1785. Callophrys caecus ingår i släktet Callophrys och familjen juvelvingar. Inga underarter finns listade i Catalogue of Life.